# Monarcas Morelia
A Club Monarcas Morelia (a Monarcas jelentése: Fejedelmek vagy Uralkodók) egy mexikói labdarúgócsapat volt, amely 2020-as megszűnéséig az első osztályú bajnokságban szerepelt. Otthona Michoacán állam fővárosa, Morelia volt. Története során eddig egy bajnoki címet szerzett (a 2000-es téli bajnokságban) és egyszer nyerte meg a kupát (2013 Apertura).

## Története
Morelia labdarúgásának története 1924-re nyúlik vissza, amikor is megalapították az Oro nevű klubot. Ez az együttes 1951-ben kezdte meg szereplését a professzionális ligában, azon belül is a másodosztályban, Club Deportivo Morelia néven. 1957-ben a másodosztály ezüstérmeseként feljutott az első osztályba, de 1968-ban kiesett onnan és csak 1981-ben tért vissza ismét a legmagasabb szintre. Az 1986–1987-es szezonban már (Atlético Morelia néven) az elődöntőig meneteltek, csakúgy, mint a következő évben. Ez az 1988-as, Club América elleni elődöntő a mexikói futballtörténelem egyik legkülönösebb bírói hibájáról marad emlékezetes örökre: miután mind az első meccs, mind a visszavágó 2–2-vel zárult, hosszabbítás következett, ahol a két csapat újabb 1–1 gólt szerzett. Az idő leteltével a bíró, Miguel Ángel Salas véget vetett a mérkőzésnek, mondván, hogy az idegenben lőtt gól a Morelia győzelmét jelenti. Ám a szabály valójában úgy szólt, hogy ilyenkor a hosszabbításban már nem ér többet az idegenben lőtt gól, tehát tizenegyeseknek kellett volna döntenie. A következő 40 percben a játékvezetőt meggyőzték hibájáról, így végül sor került a büntetőpárbajra, azonban azt a megzavarodott, már a zuhanyzáson is túlesett játékosokkal visszatérő vendég Morelia elveszítette.
1989-ben felépült új stadionjuk, majd 1996-ban a csapatot megvásárolta a TV Azteca. Az új tulajdonos 1999-ben átszervezte az egész klubot, ekkor vették fel mai nevüket, a Monarcast is. Következő évben, a 2000-es téli bajnokságban a változások eredménnyel jártak: a csapat megszerezte első bajnoki címét, majd 2013 őszén első kupagyőzelmét is.
2020 tavaszán, amikor a koronavírus-világjárvány miatt lezárták a bajnokság 2020-as Clausura szezonját, egyre többet beszéltek arról, hogy a Monarcas meg fog szűnni, és helyét egy új, mazatláni csapat veszi át. Ez a költözés, hiába tartottak előtte tüntetéseket a szurkolók, június 2-án hivatalossá vált.

## Nemzetközi szereplés
A Monarcasnak nincsenek jelentős nemzetközi győzelmei, de többször is jól szerepelt már egy-egy sorozatban. 2002-ben jutott be először a Copa Libertadoresbe és a CONCACAF-bajnokok ligájába, ez utóbbiban rögtön a döntőig menetelt, de ott a szintén mexikói Pachuca legyőzte. 2003-ban ismét döntőbe jutottak a tornán, de akkor meg a Deportivo Toluca csapatától szenvedtek vereséget.

## Bajnoki eredményei
A csapat első osztályú szereplése során az alábbi eredményeket érte el:

### A régi rendszerben
| Év        | Helyezés |
| --------- | -------- |
| 1957–1958 | 12. hely |
| 1958–1959 | 10. hely |
| 1959–1960 | 13. hely |
| 1960–1961 | 11. hely |
| 1961–1962 | 7. hely  |
| 1962–1963 | 13. hely |
| 1963–1964 | 12. hely |
| 1964–1965 | 13. hely |
| 1965–1966 | 8. hely  |
| 1966–1967 | 15. hely |
| 1967–1968 | 16. hely |

### A rájátszásos rendszerben
| Év                | Alapszakasz-helyezés                                                          | Eredmény a rájátszásban |
| ----------------- | ----------------------------------------------------------------------------- | ----------------------- |
| 1981–1982         | 16. hely                                                                      |                         |
| 1982–1983         | 20. hely                                                                      |                         |
| 1983–1984         | 10. hely                                                                      |                         |
| 1984–1985         | 16. hely                                                                      |                         |
| Prode 1985        | 9. hely                                                                       | Negyeddöntős            |
| México 1986       | 6. hely                                                                       | Negyeddöntős            |
| 1986–1987         | 4. hely                                                                       | Elődöntős               |
| 1987–1988         | 6. hely                                                                       | Elődöntős               |
| 1988–1989         | 9. hely                                                                       |                         |
| 1989–1990         | 9. hely                                                                       |                         |
| 1990–1991         | 13. hely                                                                      | Negyeddöntős            |
| 1991–1992         | 15. hely                                                                      |                         |
| 1992–1993         | 15. hely                                                                      |                         |
| 1993–1994         | 10. hely                                                                      | Negyeddöntős            |
| 1994–1995         | 15. hely                                                                      |                         |
| 1995–1996         | 16. hely                                                                      |                         |
| 1996 tél          | 18. hely                                                                      |                         |
| 1997 nyár         | 8. hely                                                                       | Elődöntős               |
| 1997 tél          | 6. hely                                                                       | Negyeddöntős            |
| 1998 nyár         | 11. hely                                                                      |                         |
| 1998 tél          | 7. hely                                                                       | Negyeddöntős            |
| 1999 nyár         | 7. hely                                                                       | Negyeddöntős            |
| 1999 tél          | 10. hely                                                                      |                         |
| 2000 nyár         | 7. hely                                                                       | Negyeddöntős            |
| 2000 tél          | 5. hely                                                                       | Bajnok                  |
| 2001 nyár         | 10. hely                                                                      |                         |
| 2001 tél          | 12. hely                                                                      |                         |
| 2002 nyár         | 6. hely                                                                       | Negyeddöntős            |
| 2002 Apertura     | 4. hely                                                                       | 2. hely                 |
| 2003 Clausura     | 1. hely                                                                       | 2. hely                 |
| 2003 Apertura     | 13. hely                                                                      |                         |
| 2004 Clausura     | 13. hely                                                                      |                         |
| 2004 Apertura     | 10. hely                                                                      |                         |
| 2005 Clausura     | 1. hely                                                                       | Elődöntős               |
| 2005 Apertura     | 12. hely                                                                      |                         |
| 2006 Clausura     | 9. hely                                                                       | Negyeddöntős            |
| 2006 Apertura     | 12. hely                                                                      |                         |
| 2007 Clausura     | 10. hely                                                                      |                         |
| 2007 Apertura     | 10. hely                                                                      | Negyeddöntős            |
| 2008 Clausura     | 14. hely                                                                      |                         |
| 2008 Apertura     | 9. hely                                                                       |                         |
| 2009 Clausura     | 10. hely                                                                      |                         |
| 2009 Apertura     | 3. hely                                                                       | Elődöntős               |
| 2010 Bicentenario | 7. hely                                                                       | Elődöntős               |
| 2010 Apertura     | 12. hely                                                                      |                         |
| 2011 Clausura     | 3. hely                                                                       | 2. hely                 |
| 2011 Apertura     | 7. hely                                                                       | Elődöntős               |
| 2012 Clausura     | 4. hely                                                                       | Negyeddöntős            |
| 2012 Apertura     | 5. hely                                                                       | Negyeddöntős            |
| 2013 Clausura     | 4. hely                                                                       | Negyeddöntős            |
| 2013 Apertura     | 6. hely                                                                       | Negyeddöntős            |
| 2014 Clausura     | 11. hely                                                                      |                         |
| 2014 Apertura     | 18. hely                                                                      |                         |
| 2015 Clausura     | 18. hely                                                                      |                         |
| 2015 Apertura     | 10. hely                                                                      |                         |
| 2016 Clausura     | 6. hely                                                                       | Negyeddöntős            |
| 2016 Apertura     | 13. hely                                                                      |                         |
| 2017 Clausura     | 8. hely                                                                       | Negyeddöntős            |
| 2017 Apertura     | 4. hely                                                                       | Elődöntős               |
| 2018 Clausura     | 8. hely                                                                       | Negyeddöntős            |
| 2018 Apertura     | 9. hely                                                                       |                         |
| 2019 Clausura     | 16. hely                                                                      |                         |
| 2019 Apertura     | 7. hely                                                                       | Elődöntős               |
| 2020 Clausura     | 9. hely Nem hivatalos eredmény, mivel a bajnokságot 10 forduló után törölték. |                         |

## Stadion
A híres mexikói függetlenségi harcosról, José María Morelos y Pavónról elnevezett stadiont 1989. április 9-én nyitották meg. Az első benne rendezett mérkőzésen a hazai csapat a Club Américát győzte le 2–1 arányban. A stadion befogadóképessége kb. 35 000 fő, a lelátó különleges alakjának köszönhetően minden pontjáról jó a látószög a pályára.